# Station Melveren
Station Melveren is een voormalig spoorwegstation langs spoorlijn 23 (Drieslinter-Tongeren) in Melveren, een gehucht van de stad Sint-Truiden.
In 1899 werd de stopplaats Melveren geopend. Het beheer gebeurde vanuit het station Ordingen. In 1912 werd de stopplaats opgewaardeerd tot spoorwegstation.
0,0: Drieslinter ·
4,1: Zoutleeuw ·
7,0: Wilderen ·
9,9: Sint-Truiden ·
12,2: Melveren ·
13,1: Bernissem ·
15,4: Ordingen ·
18,7: Hoepertingen ·
22,0: Rullingen ·
22,6: Borgloon ·
24,3: Kerniel ·
27,3: Jesseren ·
28,9: Piringen ·
33,4: Tongeren